# Ліхтарна акула широкосмугаста
Ліхтарна акула широкосмугаста (Etmopterus gracilispinis) — акула з роду Ліхтарна акула родини Ліхтарні акули.

## Опис
Загальна довжина досягає 33-35 см. Спостерігається статевий диморфізм: самець більше за самицю. Голова помірно довга, товста. Очі великі, округлі. За ними є невеликі бризкальця. Рот невеликий. Зуби верхньої щелепи мають 3 верхівки. У неї 5 пар коротких зябрових щілин. Тулуб кремезний, тонкий, стрункий. Шкіряні лусочки дрібні та тонкі, розміщені неправильними поздовжніми рядками. Має 2 спинних плавця з шипиками. Задній плавець у 2 рази більше за передній. Відстань від основи черевних плавців до основи хвостового плавця трохи менше ніж відстань від кінчика морди до першої зябрової щілини. Довжина черева у 1,3 рази більше за довжину голови. Хвіст короткий. Хвостовий плавець довгий та вузький. Анальний плавець відсутній.
Забарвлення спини чорно-буре, черево та нижня сторона голови мають чорний колір. Позаду черевних плавців, уздовж хвостового стебла та на хвостовому плавці є довгі чорні мітки.

## Спосіб життя
Тримається на глибинах від 70 до 2250 м. Здійснює міграції під час полювання. Це активний епібентосний хижак. Живиться костистими рибами, головоногими молюсками, глибоководними креветками.
Статева зрілість настає при розмірах самця 26 см, самиці — 33 см. Це яйцеживородна акула.

## Розповсюдження
Мешкає у водах штатів Вірджинія, Флорида (США), Суринаму, Бразилії, Уругвая, Аргентини. Невеличкі ареали присутні біля ПАР та Мозамбіку.